# Julinki
Julinki [pronunciación en polaco: /juˈlinki/] es una aldea ubicada en el distrito administrativo de Gmina Kutno, dentro del condado de Kutno, voivodato de Łódź, en el centro de Polonia. Se encuentra a unos 7 kilómetros al sur de Kutno y 45 kilómetros al norte de la capital regional Łódź.